# Vullierens
Vullierens (/vɥijʀã/ ou /vɥiəʀã/) est une commune suisse du canton de Vaud, située dans le district de Morges.

## Géographie
La commune est composée du village de Vullierens et du hameau de Gland. Elle se situe à 7,2 km au nord de Morges et à 3,8 km à l'ouest de Vufflens-la-Ville, sur le plateau situé entre les vallons de la Morges et de la Venoge.
Le territoire de Vullierens s'étend sur 6,84 km2. Lors du relevé de 2013-2018, les surfaces d'habitations et d'infrastructures représentaient 7,0 % de sa superficie, les surfaces agricoles 83,5 %, les surfaces boisées 9,2 % et les surfaces improductives 0,0 %.
| Grancy  | Senarclens | Gollion |
| Cottens | Vullierens | Aclens  |
|         | Échichens  |         |

## Toponymie
Le nom de la commune, qui se prononce /vɥijʀã/ ou /vɥiəʀã/, dérive d'un nom de personne germanique masculin tel que Willihari ou Willigari et du suffixe toponymique germanique -ingōs.
Sa première occurrence écrite date de 1047 à 1049, sous la forme de Vuillerens.
Son nom en patois vaudois est Voulyèrê.

## Population et société

### Gentilé et surnom
Les habitants de la commune se nomment les Vuilleranais.
Ils sont surnommés les Culs Demi-Brûlés ou les Culs-Brûlés (Lè Cu-Soupplia ou Tiu-Soupiâ en patois vaudois, peut-être parce que le village est au pied de collines arides).

### Démographie

#### Évolution de la population
La commune compte 571 habitants au 31 décembre 2023 pour une densité de population de 83 hab/km2. Sur la période 2010-2023, sa population a augmenté de 37,6 % (canton : 18,6 % ; Suisse : 9,4 %).  

#### Pyramide des âges
En 2023, le taux de personnes de moins de 30 ans s'élève à 30,5 %, au-dessous de la valeur cantonale (34,6 %). Le taux de personnes de plus de 60 ans est quant à lui de 25,1 %, alors qu'il est de 22,5 % au niveau cantonal.
La même année, la commune compte 287 hommes pour 284 femmes, soit un taux de 50,3 % d'hommes, supérieur à celui du canton (49,1 %).
| Hommes | Classe d’âge | Femmes |
| ------ | ------------ | ------ |
| 0,7    | 90 ans ou +  | 0,7    |
| 5,6    | 75 à 89 ans  | 7,7    |
| 17,1   | 60 à 74 ans  | 18,3   |
| 20,2   | 45 à 59 ans  | 20,4   |
| 23,7   | 30 à 44 ans  | 24,6   |
| 12,2   | 15 à 29 ans  | 12,7   |
| 20,6   | - de 14 ans  | 15,5   |

| Hommes | Classe d’âge | Femmes |
| ------ | ------------ | ------ |
| 0,6    | 90 ans ou +  | 1,4    |
| 6,5    | 75 à 89 ans  | 8,7    |
| 13,5   | 60 à 74 ans  | 14,3   |
| 20,9   | 45 à 59 ans  | 20,9   |
| 22,3   | 30 à 44 ans  | 21,7   |
| 19,6   | 15 à 29 ans  | 17,7   |
| 16,6   | - de 14 ans  | 15,3   |

## Monuments

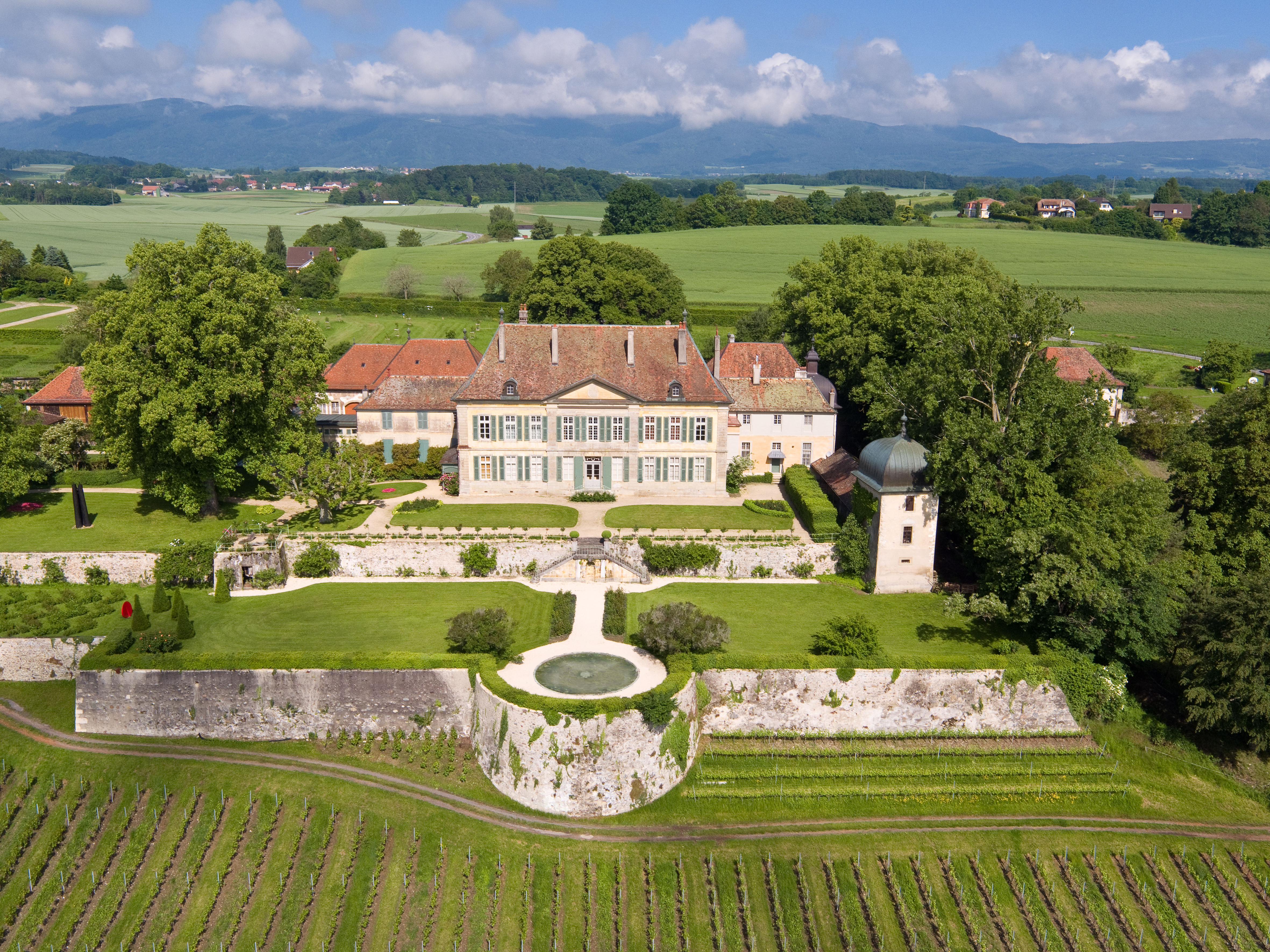
Le château de Vullierens.

Photo aérienne (1949)

La commune compte sur son territoire une église et un château du XVIIIe siècle, inscrit comme bien culturel suisse d'importance nationale, dont les jardins sont reconnus pour leur collection d'iris.